# Limba herero
Limba herero este o limbă din familia Bantu, vorbită de populația Herero care trăiește în Namibia, ca și o parte în Botswana și Angola
1. ↑  Language